# Сюйцзяхой
Сюйцзяхой (кит. упр. 徐家汇, пиньинь Xújiāhuì, палл. Сюйцзяхуэй) — местность и уличный комитет в составе района Сюйхой города Шанхай (КНР).
Название «Сюйцзяхой» означает «собственность семьи Сюй у слияния двух рек». Эти земли у слияния рек Сучжоухэ и Хуанпу были собственностью принявшего католичество Сюй Гуанци (1562—1633) и его потомков; часть земель была дарована родом Сюй католической церкви. После Первой опиумной войны, когда была образована Шанхайская французская концессия, то французы протранскрибировали местное прочтение иероглифов «Сюйцзяхой» как «Zikawei», и этот этноним вошёл в исторические книги. Несмотря на то, что формально Сюйцзяхой оставался частью Китайского города, из-за того, что значительная часть этих земель контролировалась католической церковью, они находились под сильным французским влиянием.
После того, как в 1949 году коммунисты изгнали гоминьдановцев из Шанхая, большинство иезуитов покинуло Шанхай, перебравшись в Макао или Манилу, а церковные здания и земли перешли в собственность государства. До конца 1990-х район стал промышленной зоной. В конце 1990-х большинство фабрик было закрыто, и Сюйцзяхой превратился в торговый район. Здесь также разместилась Шанхайская консерватория.

## Иллюстрации

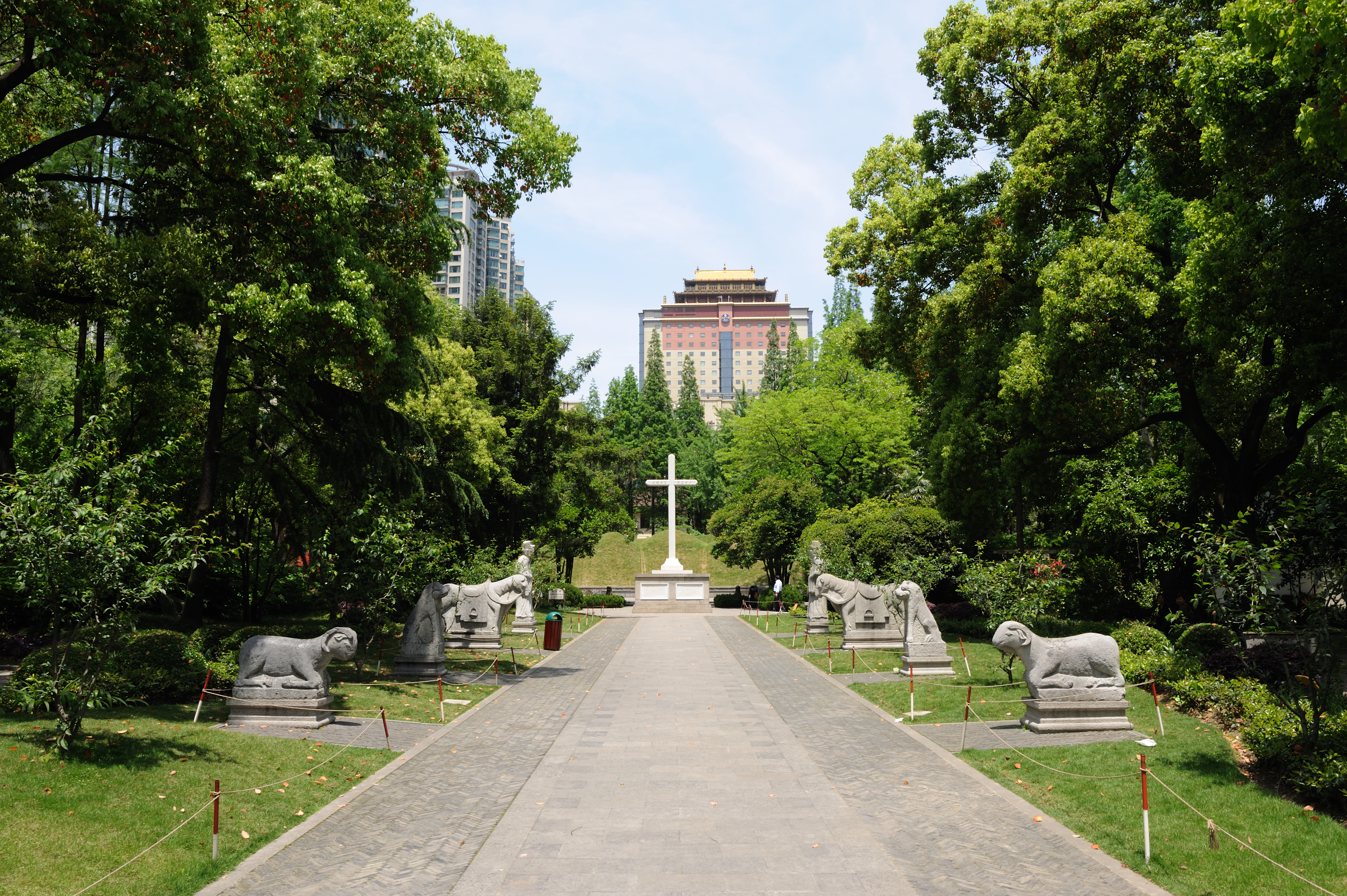
Могила Сюй Гуанци.
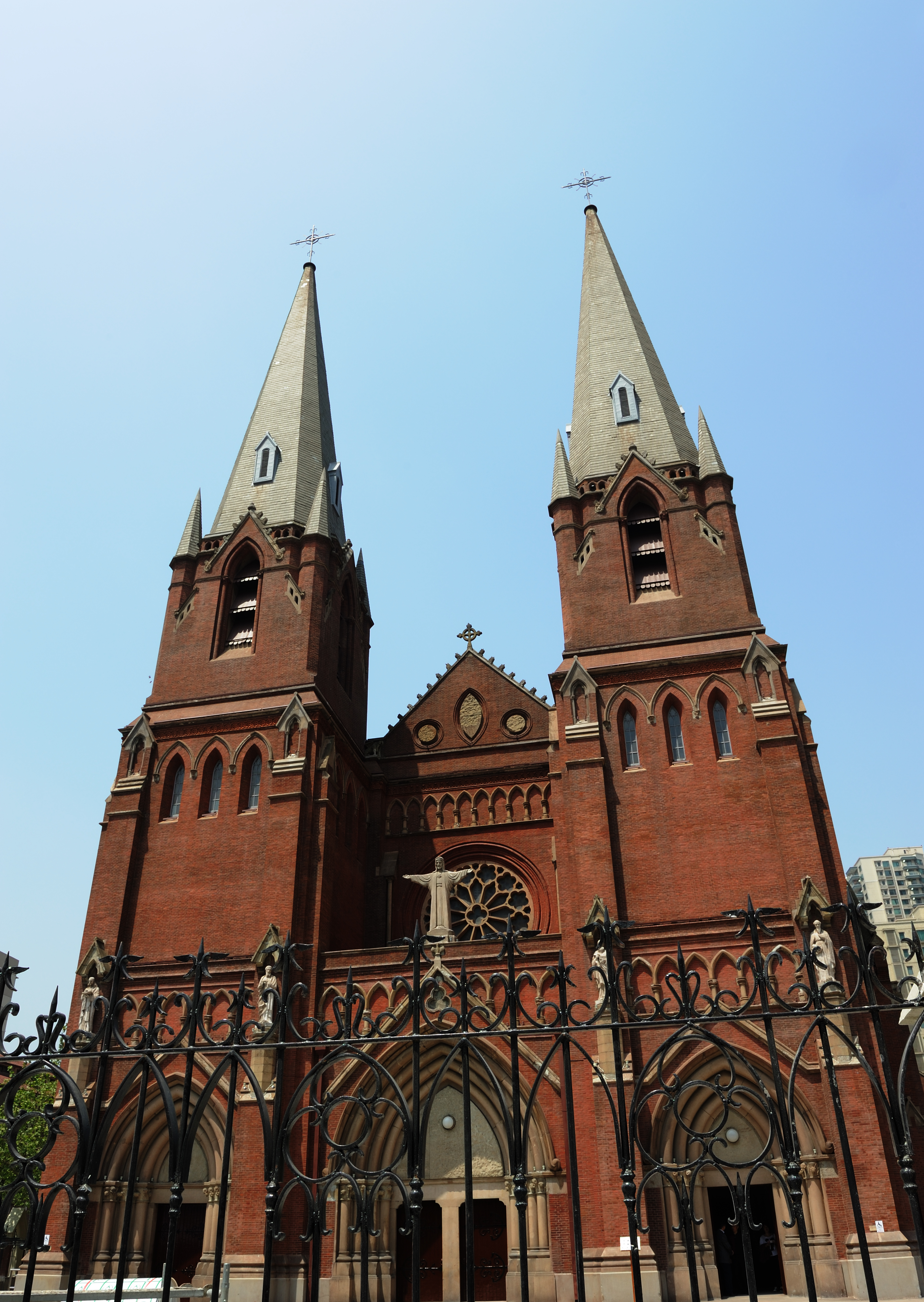
Собор святого Игнатия Лойолы.
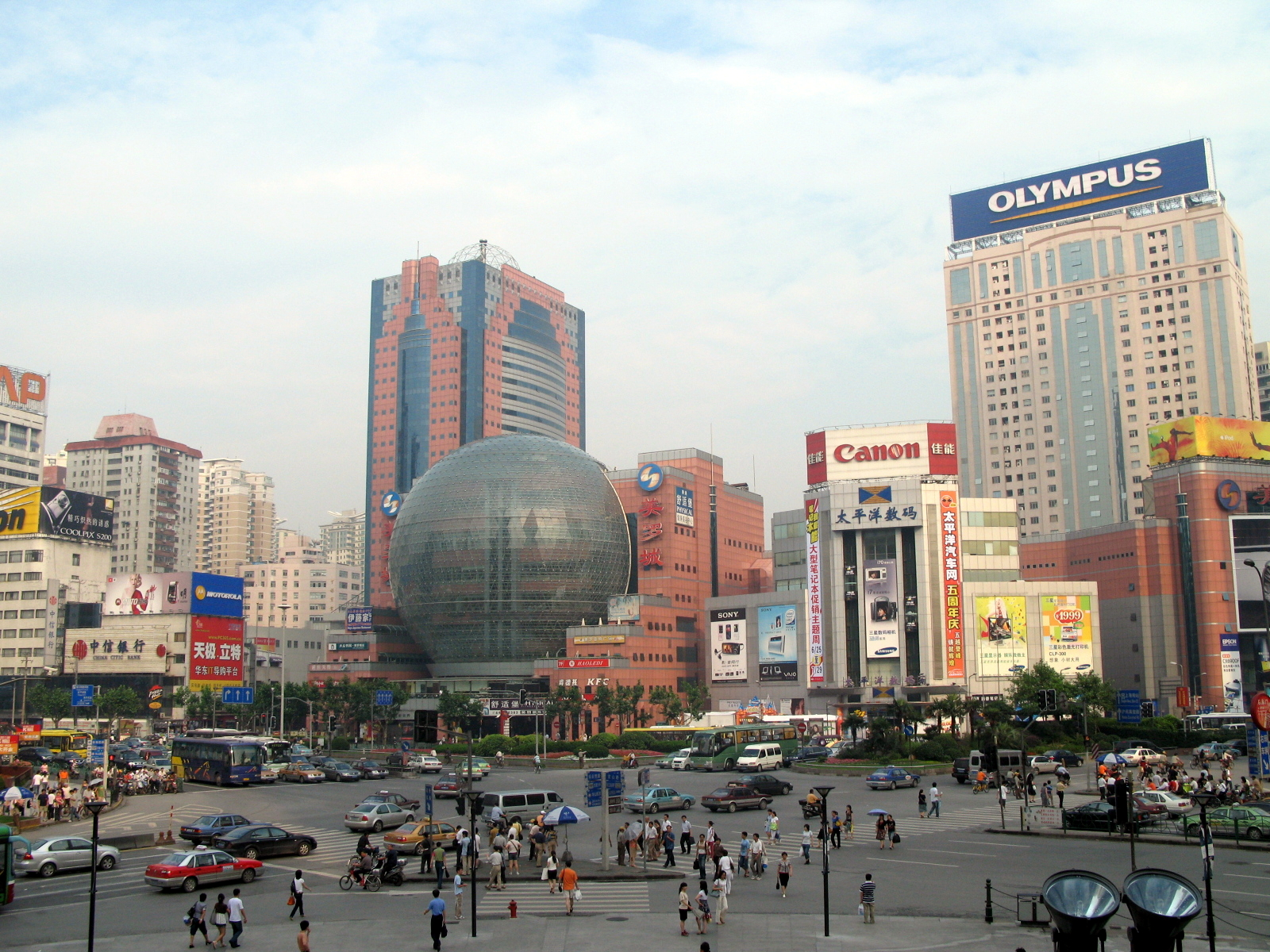
Сюйцхяхой днём.
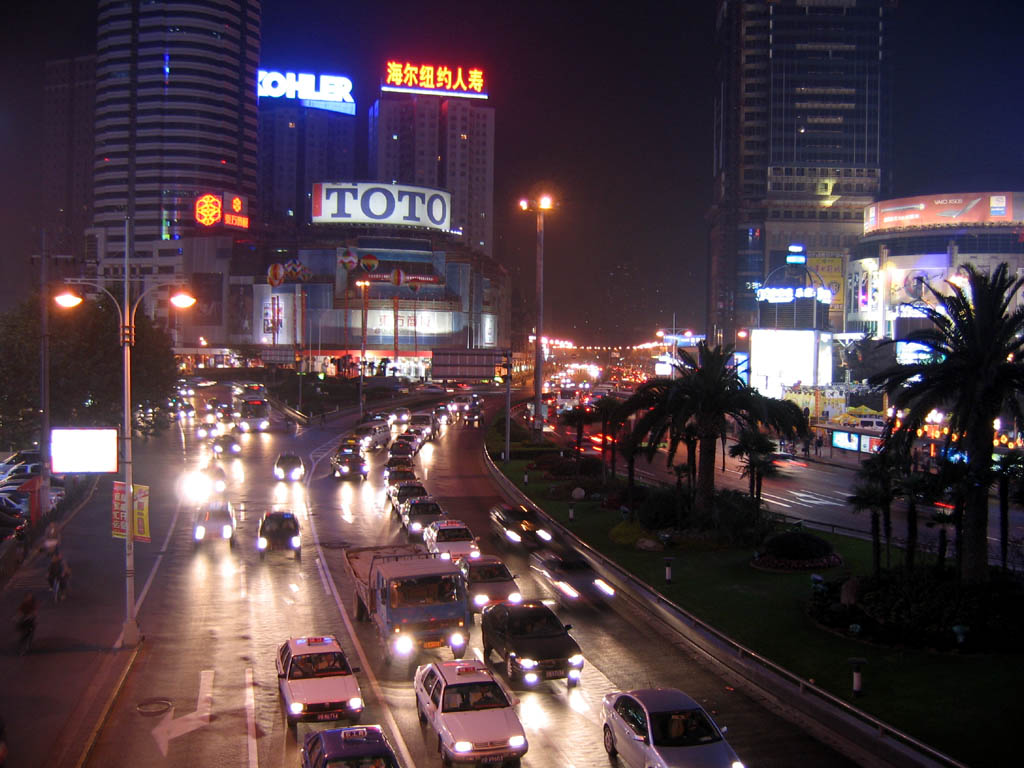
Сюйцхяхой ночью.
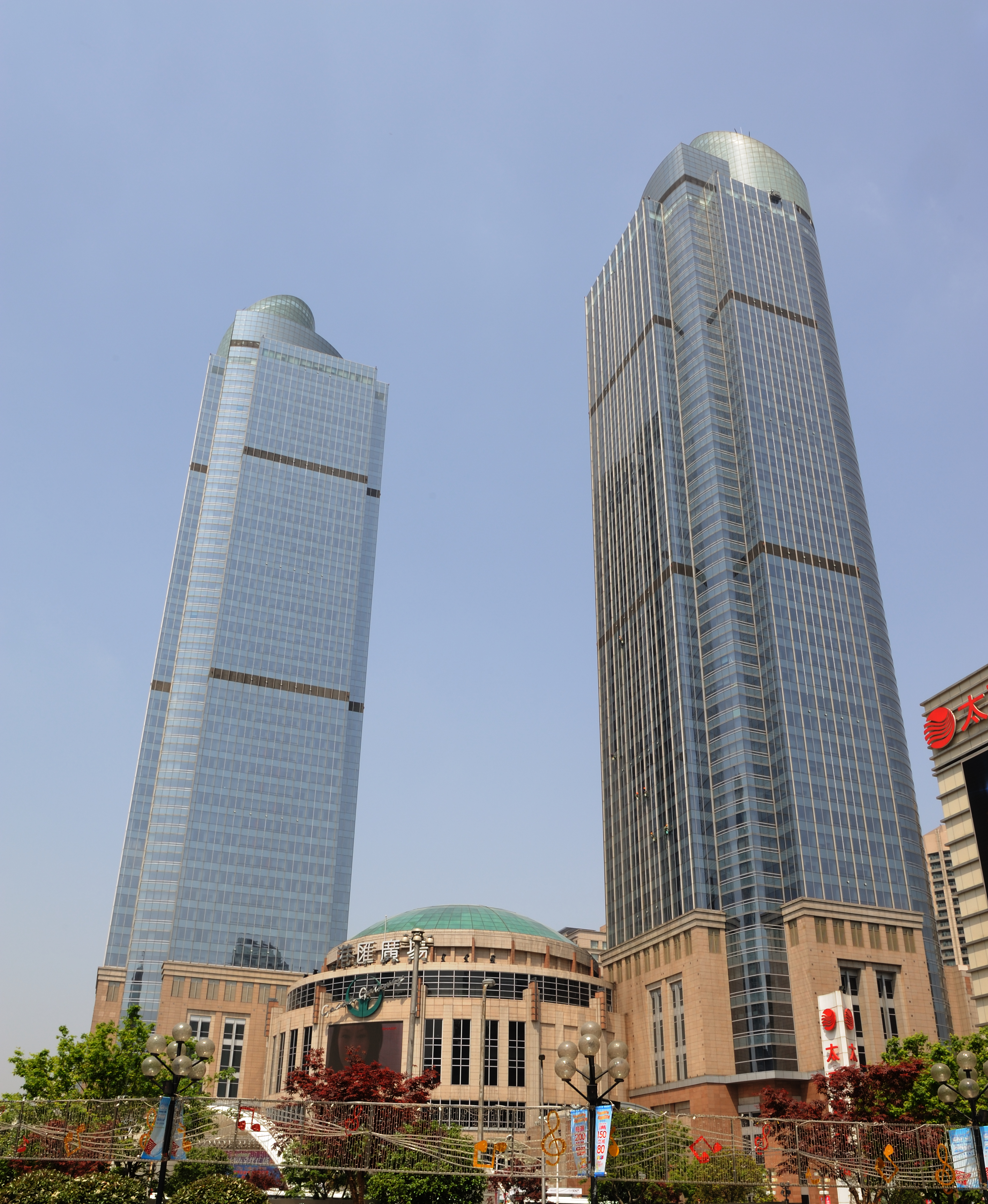
Парные небоскрёбы «Ганхуэй», построенные в Сюйцзяхое в 2005 году.
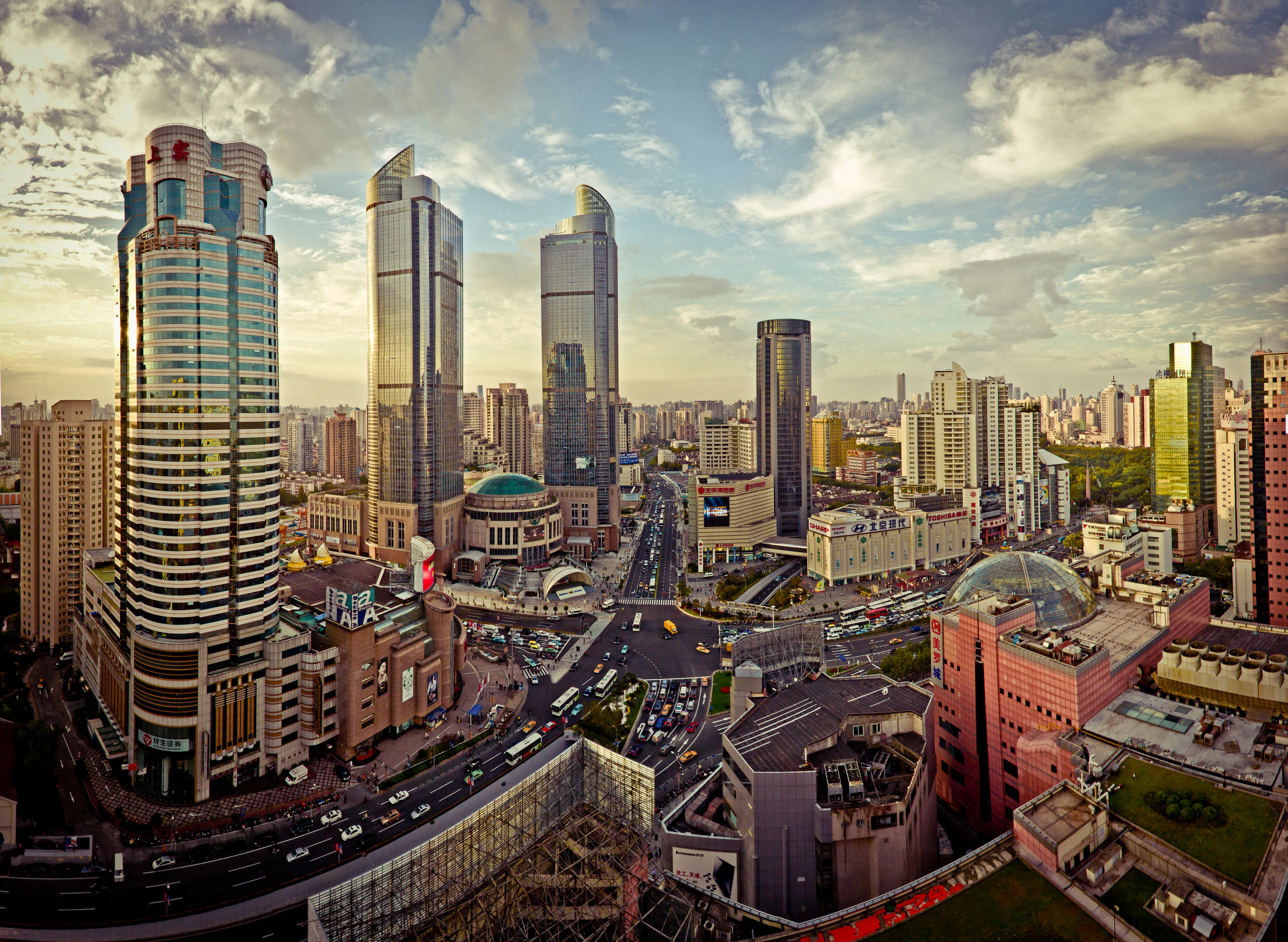
Главный торговый район Сюйцзяхуэй в 2010 году.